# 陈琮英

陳琮英與任弼時的結婚照（1926年）

陈琮英（1902年1月16日—2003年5月31日），湖南长沙人，中国政治人物。中共高级领导人任弼时之妻。

## 生平
陈琮英，中共高级领导人任弼时之妻，湖南省长沙县新桥人，两人育有三女一子。
任弼时之父任裕道曾娶长沙陈家的女儿，后因陈氏不久病故，任裕道为了纪念亡妻，保持陈任两家往来。双方家长约定，任裕道续弦后，若生下男孩（任弼时）就与陈氏侄女（陈琮英）结亲家。所以任弼時早与陈琮英在幼年，即被双方父母指腹为婚。虽非自由恋爱，然而两人却在工作与生活中始终互助互爱。
1927年3月，她与时任共青团中央总书记的任弼时结婚，先后在上海、汉口、香港、汕头、潮州等地从事秘密交通、机要和油印文件等工作。，陈琮英因向忠发变节而被捕，经周恩来中共特科营救出狱。之后到达中央苏区，随任弼时参加长征。1950年，担任中央机要局机要处处长。1978年，当选为第五届全国政协委员，1982年退休。2003年5月31日，因病在北京逝世，享年101岁。